# Le Dernier Conte de Rita
Pour plus de détails, voir Fiche technique et Distribution.
Le Dernier Conte de Rita (en russe : Последняя сказка Риты, Poslednyaya skazka Rity) est un film russe réalisé par Renata Litvinova en 2011. Il évoque le thème de la mort et met en scène une figure sophistiquée de l'ange de la mort incarnée par Litvinova elle-même. 

## Fiche technique
- Titre : Le Dernier Conte de Rita
- Titre original : Последняя сказка Риты, Poslednyaya skazka Rity
- Réalisation : Renata Litvinova
- Scénario : Renata Litvinova
- Photographie : Anastassia Joukova
- Musique : Zemfira Ramazanova
- Producteur : Renata Litvinova, Zemfira Ramazanova
- Société(s) de production : Zapredelie
- Pays d'origine : Russie
- Langue originale : russe
- Format : 35 mm
- Genre : drame fantasy
- Durée : 100 minutes
- Sortie : 2011

## Distribution
- Olga Kouzina (ru) : Rita (Marguerita) Gaultier
- Tatiana Droubitch : Nadejda Mikhaïlovna, amie et médecin de Rita
- Renata Litvinova : Tatiana Neoubivko, ange de la mort
- Nikolaï Khomeriki : Kolia
- Sati Spivakova (ru) : directrice de l'hôpital
- Alissa Khazanova (ru) : Alevtina Mikhaïlovna
- Albina Evtouchevskaïa (ru) : Allouchka, auxiliaire de vie
- Reguina Airapetian : Reguina
- Dmitri Zoubov : médecin
- Olga Popova : secrétaire
- Vera Oundrints : archivaire
- Ivan Kozhevnikov : pathologiste
- Dmitri Borissov : Petro
- Farzon Tchoulibaïev : ami de Kolia
- Mila Li : épisode